# پرواز ایر ایندیا شماره ۱۷۱
پرواز ایر ایندیا شماره ۱۷۱ به شماره ثبت (VT_ANB) از مبدا احمدآباد (هند) به مقصد لندن ساعت ۱۳و۳۸دقیقه به وقت هندوستان فرودگاه را ترک کرد. هنگام تیک آف کنترل هواپیما دچار مشکل شده و هواپیما سقوط می‌کند